# Chester Copperpot
Chester Copperpot var ett svenskt indierockband.
Bandet debuterade med EP-skivan Short Cuts 1995, utgiven på Dolores Recordings. Debuten följdes upp med 1996 års studioalbum Poems & Short Stories, även denna utgiven på Dolores Recordings. Gruppen gav också ut EP:n Bitter Sweet Tunes (Popkid Records) året efter.
Flera års tystnad följde innan gruppen släppte sitt andra studioalbum The Kings of Kirby 2004. På sin Myspace-sida har bandet laddat upp ytterligare en EP-skiva, Courage Mountain, som dock inte ännu släppts i fysiskt format.

## Diskografi

### Album
- 1996 - Poems & Short Stories (Dolores Recordings)
- 2004 - The Kings of Kirby (Popkid Records)

### EP
- 1995 - Short Cuts (Dolores Recordings)
- 1997 - Bitter Sweet Tunes (Popkid Records)

### Fotnoter
1. ↑  Fozzie fanzine
2. 1 2  ”Chester Copperpot”. Discogs.com. http://www.discogs.com/artist/Chester+Copperpot+%282%29. Läst 6 april 2012.
3. ↑  ”Chester Copperpot”. Myspace. http://www.myspace.com/chestercopperpotsweden. Läst 6 april 2012.